# Gypsies of the Sulu Sea
Gypsies of the Sulu Sea er en dansk oplysningsfilm fra 2008, der er instrueret af Gitte Hasseltoft Hansen og Christina Jozefa Jensen.

## Handling
Badjafolket lever på Suluhavet mellem den malaysiske del af Borneo og Filippinerne. De lever som nomader på havet og kaldes derfor havsigøjnere. De nyder deres frihed, som betyder alt for dem, men som også skaber problemer for dem. Deres tilværelse er truet.